# Hoàng liên ba gai
Hoàng liên ba gai hay hoàng mộc, hoàng mù, nghêu hoa (danh pháp: Berberis wallichiana) là một loài thực vật có hoa trong họ Hoàng mộc. Loài này được DC. mô tả khoa học đầu tiên năm 1824.